# Руска есетра
Руската есетра (Acipenser gueldenstaedtii), също черноморско-азовска есетра, е проходна риба от семейство Есетрови. Среща се и в България.

## Физическа характеристика
- Дължина: до 2 м, много рядко до 4 м
- Тегло: до 30 кг, много рядко до 100 кг

## Разпространение
Среща се в Азовско, Черно и Каспийско море. Размножава се в прилежащите им реки.
В България се среща по цялото крайбрежие на Черно море и р. Дунав.